# صمولة برجية

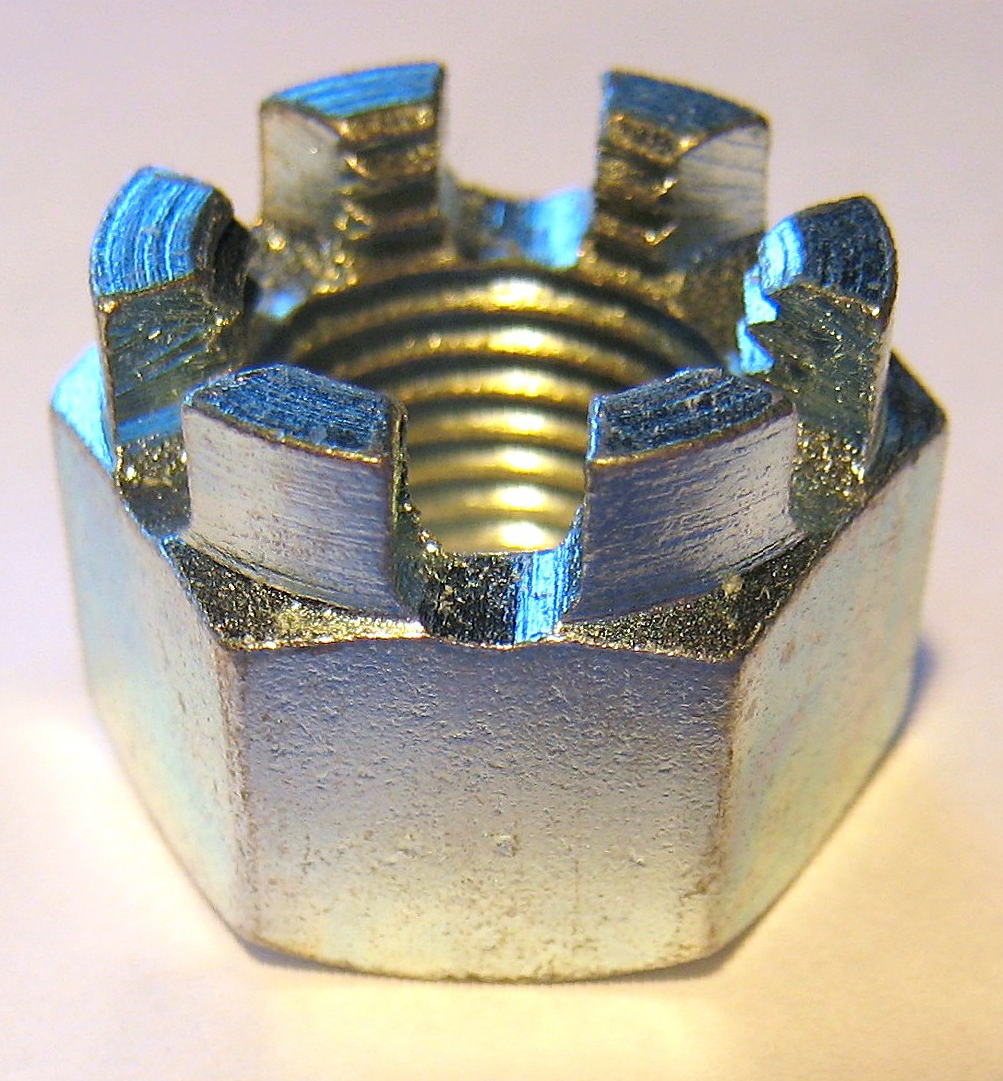
صمولة برجية.

صمولة برجية أو صمولة تاجية كما تعرف أيضاً بالعزققة التاجية هي عزقة لها فتحات من أحد جوانبها. تشتق اسمها من تشابهها مع البرج المبني عادة على زاوية القلاع.

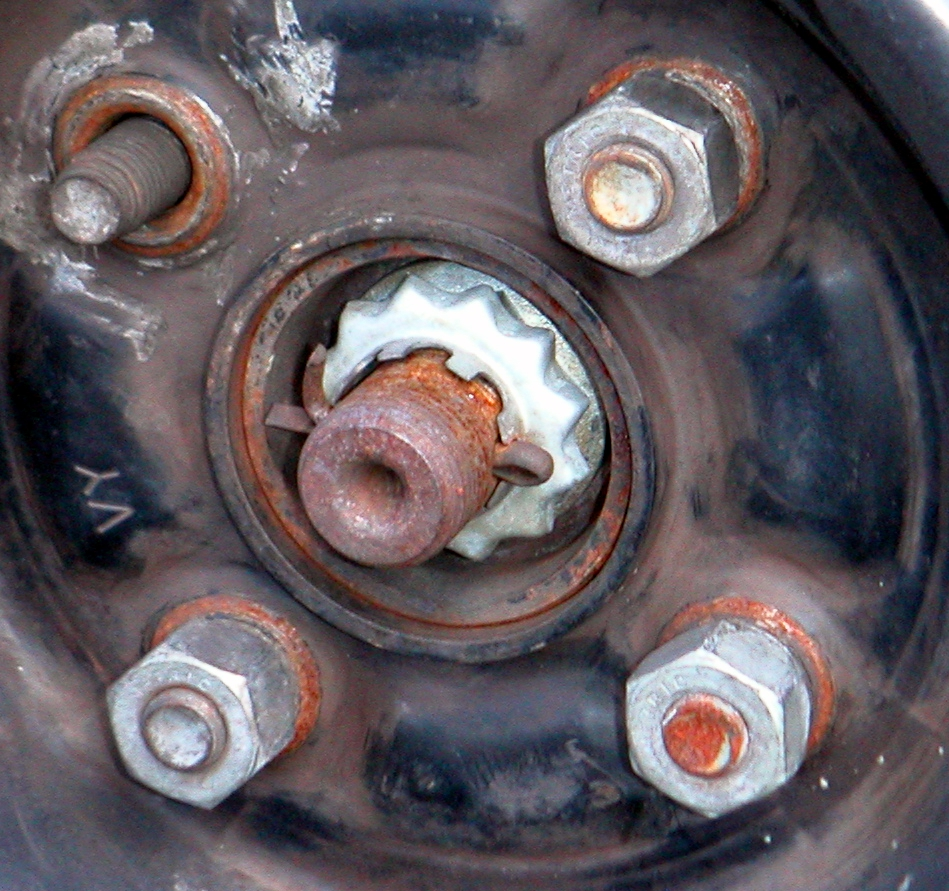
طريقة استخدامها لثبيت عجلة مع الملقط

عادة ما يحتوي المحور على ثقب، بعد شد العزقة إذا لم تكن إحدى الفتحات مقابل الثقب ترخى الصمولة و يدخل الملقط في الثقب ليمنعها من الدوران.